# Helmer Bratt

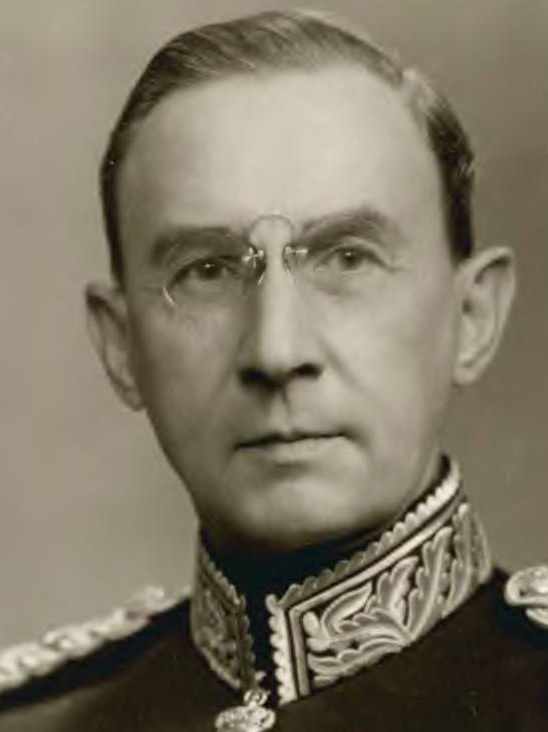
Helmer Bratt

Helmer Bratt, född 25 januari 1886 i Karlstad, död 4 januari 1971 i Oscars församling i Stockholm, var en svensk militär.
Efter officersexamen 1906 blev Bratt underlöjtnant 1906 och löjtnant 1910 vid Skaraborgs regemente (I 9), Han kom till Värmlands regemente (I 22) 1918 och blev 1919 kapten vid generalstaben. Bratt blev major 1928, överstelöjtnant 1932, överste 1935 och generalmajor 1942. Bratt blev stabschef vid V. arméfördelningen 1928. År 1931 blev han lärare vid Krigshögskolan. År 1933 tillträdde Bratt som avdelningschef vid generalstaben och blev 1935 blev han regementschef vid  Upplands regemente (I 8). År 1940 utsågs han till arméfördelningschef och kommendant i Bodens fästning. Han avslutade sin aktiva tjänstgöring som stf. militärområdesbefälhavare i III. militärområdet 1942–1946 varefter han placerades i reserven och kvarstod där till 1958.
Bratt var ledamot av Krigsvetenskapsakademien och var dess 2:e styresman 1953–1955 samt redaktör och ansvarig utgivare för Krigsvetenskapsakademiens handlingar och tidskrift 1949–1953. Han är begravd på Uppsala gamla kyrkogård.
Han var son till överste Claës Bratt och dennes hustru Agnes Lilliehöök. Även bröderna Gösta och Karl Axel gick den militära banan.

## Utmärkelser i urval
- Riddare av Vasaorden
- Kommendör av Svärdsorden 1 klass
- Kommendör av Finlands Vita Ros’ orden
- Riddare av belgiska Leopoldorden

### Tryckta
Vem är vem? Storstockholm 1962 - sid 200